# Wirba Joseph
Wirba Joseph Mbiydzenyuy, né le 8 janvier 1960 à Jakiri, est un homme politique, humanitaire et activiste social camerounais.

## Début et éducation
Wirba Joseph Mbiydzenyuy est né dans la famille guerrière de Mbisha-Kwe'ebiri, Rohntong, dans Jakiri au Nord-Ouest du Cameroun,. Ses parents Mama Thérèse Biy et Papa Wirba Dor n'a pas officiellement enregistré sa naissance car né dans un milieu rural n'ayant ni établissement de santé, ni centre d'enregistrements de naissance et à un moment où les femmes sont assistées par des accoucheuses traditionnelles (ma'nkoiy). Sa famille enregistre sa naissance vers le 8 janvier 1960.
Joe a commencé ses études primaires à l'école primaire dans Kinsenjam, il poursuit ses études dans une école secondaire à Bamenda et termine à l'école secondaire au Nkambe.
Après l'obtention du diplôme, Joe est admis à l'Université de Yaoundé. Il s'est spécialisé en Littérature Comparée, l'Enseignement de la Littérature en anglais et de l'anglais comme Langue Seconde.

## Carrière politique
Le 26 mai 1990, Wirba Joseph et un cercle restreint de dirigeants ont travaillé à lancer le Front social démocratique (SDF), le principal parti de l'opposition camerounaise. Wirba a été un participant actif pour la liberté du peuple de l'Ouest du Cameroun et de la minorité anglophone à la Conférence qui s'est tenue à Buéa, les 2 et 3 avril 1993, avec des réunions de suivi du 29 avril au 1er mai 1994 à Bamenda. 
Wirba est un membre du SDF et en septembre 2013, il devient un Membre du Parlement de Jakiri Special Circonscription.
Wirba Joseph a été le premier parlementaire camerounais à évoquer les manifestations camerounaises de 2016-2017, qui allaient ensuite dégénérer en conflit armé. Il a finalement abandonné les politiques de son parti et en est venu à soutenir l'indépendance de l'Ambazonie. Craignant pour sa sécurité, il a fui au Nigeria au début de 2017. Il est brièvement revenu et est réapparu au parlement, mais a rapidement fui le pays une fois de plus, cette fois au Royaume-Uni. En janvier 2019, il a publié un livre intitulé "Wirbaforce", qui est son hommage personnel à ceux qui avaient perdu la vie lors de la Crise anglophone.
Wirba estime que la création du gouvernement intérimaire de l'Ambazonie en octobre 2017 était une erreur, le qualifiant de "structure imaginaire" qui a ouvert la voie à la crise du leadership ambazonien de 2019. Wirba a également révélé qu'il avait été contacté par le président autoproclamé Sisiku Julius Ayuk Tabe et qu'il lui avait été demandé d'assumer la direction de la révolte, ce qu'il a refusé.